# Autoline
Autoline (укр. Автолайн) — міжнародний інтернет-майданчик з продажу комерційного транспорту, вантажівок та запчастин, що базується в Україні та працює у 80 країнах світу. Один з проєктів компанії Linemedia. Був заснований у 2002 р. Портал працює на 37 мовах та представлений на таких континентах світу, як Європа, Азія, Африка, Південна та Північна Америка, Австралія, Океанія.

## Історія
У 2002 році портал Autoline почав свою роботу, як локальний український сайт. У 2014 було створено групу Linemedia, в яку увійшов Autoline.
У 2019 р. компанія Linemedia розпочала співпрацю з Нігерією, Ганою та Кенією у сфері продажів вантажної та спеціалізованої техніки. У серпні того ж року компанія запустила регіональні версії інтернет-порталу Autoline.
У травні 2021 р. Linemedia розділила спеціалізацію проєкту Autoline, запустивши новий проєкт Machineryline, що спеціалізується на продажі будівельної техніки, навантажувачів,  промислового обладнання та іншої спецтехніки.
У жовтні 2021 р. було запущено проєкт Agriline, що спеціалізується на продажі сільгосптехніки, лісозаготівельної техніки, обладнанні та запчастинах.  
Восени 2021 року Autoline відвідав міжнародну виставку, присвячену гірничодобувній техніці Minex (Ізмір), міжнародну індустріальну виставку World of Industry — WIN Eurasia (Стамбул), і найбільшу міжнародну виставку для автомобільної промисловості у Туреччині та на Близькому Сході Automechanika Istanbul (Стамбул).

###### Розташування
Головні офіси Autoline розташовані у Нідерландах, Україні та Польщі. Український офіс налічує 70 співробітників.
Є представництва у Словаччині, Туреччині, Казахстані, Іспанії, Латвії, Німеччині та Португалії.